# U-15号潜艇 (1936年)
U-15号（德語：U 15）是纳粹德国战争海军建造的二十艘II-B型近岸潜艇（或称U艇）之一。它由基尔的德意志船厂承建，于1936年2月15日下水，至同年3月7日交付使用。第二次世界大战期间，该艇曾执行过五次巡逻作战，共计击沉3艘英国商船，累积总吨位为4,532吨。1940年1月30日，U-15号在北海的黑尔戈兰岛以北水域与德国鱼雷艇鸡貂号相撞后沉没，艇内25名官兵全数罹难。

## 设计
II级潜艇是从一战中德意志帝国海军的UB级和UF级近岸潜艇发展而来。其外观尺寸小，造价便宜且易于生产，在很短时间内便能造好。这款艇具在设计上吸收了为芬兰海军定制的欧洲水鼬号的优点，是非常出色的训练艇。但由于它们体积较小，在海面上容易剧烈颠簸，因此也被德国人戏称为“独木舟”（Einbaum）。尽管如此，一些II级艇在训练任务与战斗行动中表现相当出色，许多II级艇的衍生型号也相继被建造出来。
U-15号是一款用于近岸水域作战的II-B型单壳体潜艇。它可视作II-A型的加长版，附加的柴油舱增加了贮油量，航程也因此得到增加。其全长42.7米，舷宽4.08米，高8.6米，并有3.9米的吃水深度。水上和水下排水量则分别为279吨和328吨，惟官方提供的标准吨位为250吨。艇只采用两台曼海姆发动机厂（MWM）生产的六缸四冲程350匹公制馬力（260千瓦特）柴油机用于水面运行，以及两台各配备36个AFA蓄电池组的180匹公制馬力（130千瓦特）西门子-舒克特（SSW）电动发电机用于水下航行；水面最高航速12節（22每小時），水下7節（13每小時）；能够在水面以8節（15每小時）航速续航3,800海里（7,000），或以4節（7.4每小時）连续在水下航行43海里（80）而无需充电。它有两个轴和两副直径为0.85米的螺旋桨，具备在80－150米的深度运行的能力，紧急下潜需时30秒。
武器装备方面，U-15号在艇艏内置有三具管径为533毫米的鱼雷发射管，呈倒三角形布置，其中左舷一具、右舷一具、底部的中线上还有一具；它们合共配备5枚G7型鱼雷，或可携带最多12枚TMA水雷。此外，该艇还搭载有一门20毫米30式高射炮作为甲板炮。其标准船员编制为3名军官及22名水兵。

## 历史
1935年2月2日，海军造舰局正式将四艘II-B型潜艇（U-13至U-16号）的建造合同发包予基尔的德意志船厂。但由于违反了禁止德国拥有潜艇的《凡尔赛条约》条款，U-15号直至1935年9月24日、即解除德国海军军备限制的《英德海军协定》生效后才开始铺设龙骨，1936年2月15日下水，至同年3月7日在同时兼任U-9和U-12号艇长的海军中尉维尔纳·冯·施密特的指挥下交付使用。完成海试后，该艇被编入驻基尔的韦迪根潜艇区舰队（后改称第1潜艇区舰队）服役，直至最终沉没。第二次世界大战期间，U-15号共执行过五次作战巡逻，共计击沉3艘英国商船，累积总吨位为4,532吨。

### 作战巡逻
1939年8月25日，U-15号于下午14:30从威廉港启程执行首次作战巡逻，奉命前往北海南部观察航运情况。但由于船舶流量不大，他们一无所获，遂于8月29日被召回，为布雷作业作准备。是次巡逻的第二部分是前往英格兰东岸的弗兰伯勒角附近布雷，并于8月31日重新从威廉港出发。在为期九天的布雷行动中，该艇共敷设了九枚水雷，后于9月8日凌晨1:30分返回基地。有两艘船撞上了这些水雷并沉没。首个受害者是容积总吨为2,796吨的英国煤船古德伍德号（Goodwood），它于9月10日在弗兰伯勒角东南约1海里（1.9）触雷沉没，造成1人死亡、23人被附近渔船救起。一个月后，注册吨位为1,478总吨、正从泰恩河驶往波尔多的英国煤船奥萨号（Orsa）也在弗兰伯勒角东北15海里（28）处触雷沉没，导致多达16名船员遇难、仅4人获救。另一艘沉没的船舶是258总吨的英国拖网船雷塞乔号（Resercho），它于12月28日在弗兰伯勒角东南约6海里（11）触雷，全体船员均被救起。
第二次巡逻于1939年9月20日下午14:15离开威廉港，任务是前往英吉利海峡巡逻。恶劣的天气阻碍了行动，U-15号不得不于10月8日下午13:40返回港口，因为艇内的粮食补给只够用三周。在这次为期十九天的北海探险中，没有舰船被击沉或击伤。同年10月9日，该艇从威廉港被转移至基尔的造船厂接受保养，至11月6日又回到威廉港。
海军上尉彼得·弗拉姆指挥了U-15号的最后三次巡逻。在1939年11月14日至18日为期五天的第三次北海作战期间，该艇在洛斯托夫特附近布下了九枚水雷，但并未造成任何舰艇沉没。第四次行动于1940年1月9日下午13:22从基尔出发，至当月20日下午13:00返抵威廉港。它原本奉命前往英格兰东南海岸附近布设水雷，但该任务于1月17日被取消，随后改至北海南部巡逻。在这次为期十二天、水面行程1,001海里（1,854）、水下行程161海里（298）的的行动中，该艇同样一无所获。U-15号于1940年1月29日上午10:15离开威廉港执行第五次巡逻。翌日凌晨，德国鱼雷艇鸡貂号、猞猁号和狼号编队在暴风雪的恶劣能见度下高速行驶时，于黑尔戈兰岛以北水域猛然发现U-15号接近鸡貂号的右舷艇艏，潜艇立即采取规避行动，但仍无法避免相撞。03:05时，U-15号被撞到司令塔后部，并迅速从艇艉沉没，沉没地点大致位于54°24′N 7°50′E / 54.400°N 7.833°E处。尽管三艘鱼雷艇实施了搜索，但直到凌晨04:28分都没有发现幸存者，潜艇内的25名官兵均告罹难。

## 袭击历史摘要
| 日期           | 船名       | 船籍 | 吨位  | 结局         |
| -------------- | ---------- | ---- | ----- | ------------ |
| 1939年9月10日  | 古德伍德号 | 英国 | 2,796 | 击沉（触雷） |
| 1939年10月21日 | 奥萨号     | 英国 | 1,478 | 击沉（触雷） |
| 1939年12月28日 | 雷塞乔号   | 英国 | 258   | 击沉（触雷） |

## 脚注
1. ↑  威廉生，第6頁.
2. ↑  威廉生，第6–7頁.
3. 1 2  Gröner 1991，第39–40頁.
4. 1 2  Helgason, Guðmundur. . German U-boats of WWII - uboat.net.   [2023-10-18]. （原始内容存档于2021-12-02）.
5. ↑  Helgason, Guðmundur. . German U-boats of WWII - uboat.net.   [2023-10-18]. （原始内容存档于2022-05-23）.
6. ↑  Helgason, Guðmundur. . German U-boats of WWII - uboat.net.   [2023-10-18]. （原始内容存档于2022-09-26）.
7. ↑  Helgason, Guðmundur. . German U-boats of WWII - uboat.net.   [2023-10-18]. （原始内容存档于2023-01-30）.
8. ↑  Helgason, Guðmundur. . German U-boats of WWII - uboat.net.   [2023-10-18]. （原始内容存档于2023-06-02）.
9. ↑  Helgason, Guðmundur. . German U-boats of WWII - uboat.net.   [2023-10-18]. （原始内容存档于2022-05-23）.
10. ↑  Helgason, Guðmundur. . German U-boats of WWII - uboat.net.   [2023-10-18]. （原始内容存档于2022-05-23）.
11. ↑  Helgason, Guðmundur. . German U-boats of WWII - uboat.net.   [2023-10-18]. （原始内容存档于2022-05-22）.
12. ↑  Helgason, Guðmundur. . German U-boats of WWII - uboat.net.   [2023-10-18]. （原始内容存档于2022-05-23）.
13. ↑  Kemp，第63頁.
14. ↑  Helgason, Guðmundur. . German U-boats of WWII – uboat.net.   [2014-12-29]. （原始内容存档于2023-01-29）.